# Ruschia calcarea
Ruschia calcarea är en isörtsväxtart som beskrevs av L. Bol. Ruschia calcarea ingår i släktet Ruschia och familjen isörtsväxter. Inga underarter finns listade i Catalogue of Life.